# Onthophagus spurcatus
Onthophagus spurcatus là một loài bọ cánh cứng trong họ Bọ hung (Scarabaeidae).